# پارک ملی تیلی‌کایروی
پارک ملی تیلی‌کایَرْوی (فنلاندی: Tiilikkajärven kansallispuisto) یک پارک ملی در فنلاند است که هم در روتاوارا در ساوونیای شمالی و هم سوتکامو در کاینو واقع شده‌است که در سال ۱۹۸۲ تأسیس شد و ۳۴ کیلومتر مربع (۱۳ مایل مربع) مساحت دارد.
ویژگی‌های طبیعی جنوبی و شمالی در این پارک ترکیب می‌شوند و بوم‌مرز از انواع جنگلی و باتلاقی را تشکیل می‌دهند.

## جانوران
سهره دمگاه‌سفید و زردپره حنایی در پارک فراوان هستند. رایج‌ترین گونه پرنده باتلاق‌ها دم‌جنبانک زرد غربی است. گیلانشاه ابروسفید نیز روی باتلاق‌ها لانه می‌کند. دریاچه خشک شده تیلی‌کایَروی محل زندگی غواص گلو سیاه و سلیم طوقی کوچک است. گونه‌های دیگر این منطقه عبارتند از: کاکایی پشت‌سیاه کوچکسیاه، تذروها ،باقرقره پرپای بیدی، غاز پازرد ،سلیم طلایی اروپایی و جیجاق سیبری. از تابستان ۱۹۹۳، نوک‌بزرگ کاج‌نشین نیز در این منطقه لانه کرده‌است. سگ آبی در رودخانه‌های نزدیک زندگی می‌کند.